# Caffrolix lateridentis
Caffrolix lateridentis är en insektsart som beskrevs av Davies 1988. Caffrolix lateridentis ingår i släktet Caffrolix och familjen dvärgstritar. Inga underarter finns listade i Catalogue of Life.